# HD 67447
HD 67447，又名BD+68 524，SAO 14456、HR 3182，是一颗恒星，视星等为5.32，位于銀經147.01，銀緯32.53，其B1900.0坐标为赤經8h 2m 51.8s，赤緯+68° 32.53′ 7″。